# البوابة القمرية
البوابة القمرية (بالإنجليزية: Lunar Gateway)‏ (رسميًا المنصة المدارية القمرية- البوابة) هي محطة فضائية قيد التطوير في مدار القمر بهدف أن تكون مركز اتصالات يعمل بالطاقة الشمسية، ومختبر علمي، ووحدة سكن لفترة قصيرة الأجل، ومنطقة انتظار (توقف) للمتجولين الفضائيين والروبوتات الأخرى. وهي سوف تلعب دورًا رئيسيًا في برنامج أرتميس التابع لناسا.
في حين أن المشروع بقيادة وكالة ناسا، فإن البوابة من المفترض أن تطور، وتُخدم، وتستخدم بالتعاون مع الشركاء التجاريين والدوليين. ستكون بمثابة نقطة انطلاق لكل من بعثات الاستكشاف الروبوتية (الآلية) والطاقمية (المأهولة) للقطب الجنوبي للقمر، وهي نقطة الانطلاق المقترحة لمفهوم النقل (التنقل) الفضائي العميق لناسا للنقل إلى المريخ.
من المتوقع أن تشمل تخصصات العلوم التي ستدرس على البوابة، علوم الكواكب والفيزياء الفلكية ورصد الأرض والفيزياء الشمسية وبيولوجيا الفضاء الأساسية وصحة الإنسان وأدائه.
يشمل تطوير البوابة جميع شركاء محطة الفضاء الدولية: وكالة الفضاء الأوربية «إي أس أي» وناسا ووكالة الفضاء الروسية الفدرالية «روسكوزموس» ومنظمة استكشاف الفضاء اليابانية «جاكسا» ووكالة الفضاء الكندية «سي أس أي». من المخطط أن يبدأ البناء في عقد 2020 (العقد الثاني من القرن ال 21). خلصت المجموعة الدولية لتنسيق استكشاف الفضاء «آي أس إي سي جي»، التي تتألف من 14 وكالة فضاء بما في ذلك ناسا، إلى أن البوابة ستكون حاسمة في توسيع الوجود البشري إلى القمر والمريخ وأماكن أعمق في النظام الشمسي. كانت تعرف سابقًا باسم بوابة الفضاء العميق «دي أس جي»، واستبدل اسم المحطة في اقتراح ناسا لعام 2018 للميزانية الفيدرالية للولايات المتحدة لعام 2019. عندما اكتملت عملية وضع الميزانية، تعهد الكونغرس بمبلغ 450 مليون دولار للدراسات الأولية.

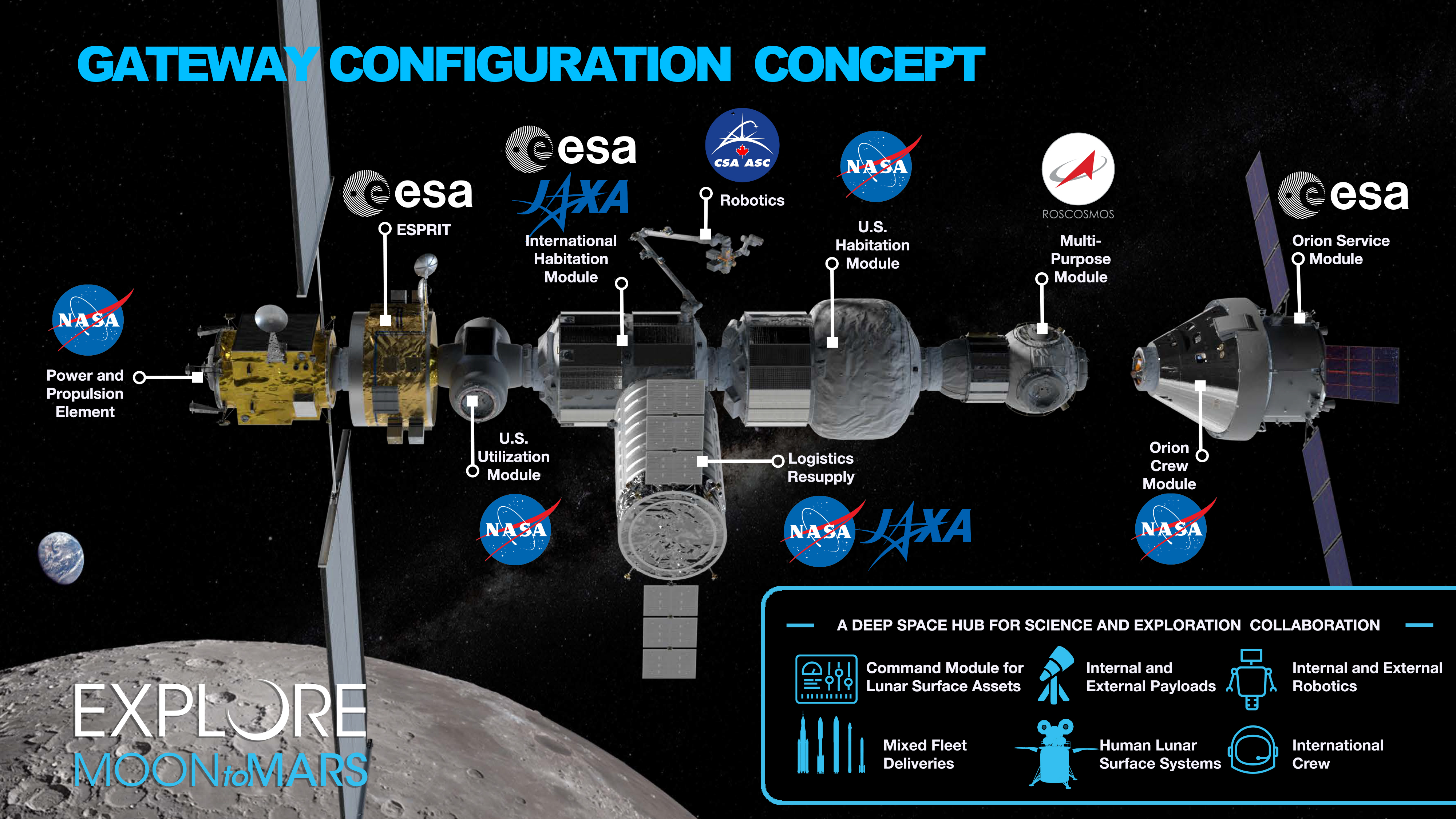
تصّور لكيف يمكن أن تبدو المنصة المدارية القمرية

## التخطيط الحالي
لدعم أول بعثة مؤلفة من طاقم إلى المحطة «أرتيمس 3» المخطط لها في عام 2024، ستكون البوابة عبارة عن محطة بسيطة مكونة من وحدتين فقط: عنصر القدرة والدفع «بّي بّي إي» ووحدة الحد الأدنى للسكن «إم إيتش إم».
من المقرر أن تُنشر البوابة القمرية في مدار هالو الإهليلجي للغاية الشبه مستقيم الذي يستغرق سبعة أيام لإكماله «أن أر إيتش أو» حول القمر، والذي من شأنه أن يجعل المحطة على بعد ثلاثة آلاف كيلومتر (1900 ميل) من القطب الشمالي للقمر في أقرب نقطه للقمر، وعلى بعد 70,000 كيلومتر (43000 ميل) فوق القطب الجنوبي للقمر في أبعد نقطة من القمر. يراد بالسفر من وإلى الفضاء الأرض قمري (بين الأرض والقمر) «المدار القمري» تطوير المعرفة والخبرة اللازمة للسفر أبعد من القمر وإلى الفضاء السحيق. وسيسمح مدار «أن أر إيتش أو» المقترح للبعثات القمرية من البوابة بالوصول إلى مدار قطبي منخفض مع دلتا ڤي تبلغ 730 متر / ثانية ونصف يوم من زمن العبور. سيتطلب المحافظة على المحطة بالمدار أقل من 10 متر / ثانية من دلتا ڤي في السنة، ويمكن إزاحة زاوية الميل المدارية بنفقات دلتا ڤي صغيرة نسبيًا، مما يتيح الوصول إلى معظم سطح القمر. المركبة الفضائية التي تطلق من الأرض ستقوم بعملية مرور بمحاذاة القمر (تحليق منخفض) مدفوعة بالطاقة (دلتا ڤي = ~ (تساوي حوالي) 180 متر / ثانية) متبوعة بعملية حرق للدخول بالمدار «أن أر إيتش أو» تقدر تقريبًا 240 ب متر/ ثانية دلتا ڤي للرسو مع البوابة مع اقترابها من نقطة أبوأبسيس (بعيدًا عن القبا) من مدارها. إجمالي وقت السفر سيكون 5 أيام؛ ستكون العودة إلى الأرض مماثلة من حيث مدة الرحلة ومتطلبات دلتا ڤي إذا قضت المركبة الفضائية 11 يومًا في البوابة. تكون مدة مهمة طاقم العمل التي تبلغ 21 يومًا وحوالي 840 مترًا في الثانية من دلتا ڤي محدودة بقدرات أنظمة دعم الحياة ودفع أوريون.
من المحتمل أن تدعم البوابة أيضًا تطوير استخدام الموارد في الموقع «آي أس أر يو» وفحص الموارد من مصادر قمرية وكويكبية، وستتيح الفرصة لزيادة القدرات تدريجيًا لبعثات أكثر تعقيدًا مع مرور الوقت. كان من المخطط في الأصل تجميع مكونات مختلفة من البوابة باستخدام نظام الإقلاع للفضاء «أس أل أس» كمشارك في الرحلات (رحلات مشتركة) مع مركبة الفضاء أوريون، ولكن ستطلق الآن باستخدام مركبات الإطلاق التجارية. وفقًا لـ «روسكوزموس»، يمكنهم أيضًا استخدام منصات إطلاق ثقيلة ك بروتون-أم وأنجارا أي 5 أم لنقل الحمولات أو الطاقم.
ستوصل جميع الوحدات باستخدام معيار نظام الإرساء الدولي.

### الوحدات المتعاقد عليها
- بدأ تطوير عناصر الطاقة والدفع «بّي بّي إي» في مختبر الدفع النفاث خلال مهمة إعادة توجيه الكويكب التي ألغيت الآن. كان المفهوم الأصلي مركبة فضائية كهروشمسية (كهربائية شمسية) روبوتية عالية الأداء يمكنها استرداد صخرة ضخمة بوزن متعدد الأطنان من كويكب وإحضارها إلى مدار القمر للدراسة. عندما ألغيت «أرم»، أعيد تصميم نظام الدفع الكهربائي بالطاقة الشمسية للبوابة. ستسمح «بّي بّي إي» بالوصول إلى سطح القمر بأكمله وستعمل كقاطرة فضائية للمراكب الوافدة. كما ستكون بمثابة مركز للقيادة والاتصالات للبوابة. المقرر ل «بّي بّي إي» أن يكون لها كتلة من 8-9 طن وقدرة على توليد 50 كيلوواط من الطاقة الكهربائية الشمسية لمحركها الأيوني، والتي يمكن استكمالها بالدفع الكيميائي. من المخطط حاليًا الإطلاق باستخدام مركبة إطلاق تجارية في عام 2022. في مايو 2019، جرى التعاقد مع تقنيات ماكسار من قبل ناسا لتصنيع هذه الوحدة، والتي ستزود المحطة أيضًا بالطاقة الكهربائية ومبنية على أساس الحافلة الساتلايتية (حافلة فضائية) سلسلة 1300 التابعة لماكسار. سوف تستخدم «بّي بّي إي» نظام الدفع الكهربائي المتقدم «أي إي بّي أس» دوافع تأثير هال. مُنحت ماكسار عقدًا بسعر ثابت قدره 375 مليون دولار لبناء «بّي بّي إي». ستقوم ناسا بتزويد «بّي بّي إي» بنظام اتصالات بنطاق أس لتوفير وصلة راديوية مع المركبات القريبة ومحول الرسو (الالتحام) السلبي لاستقبال وحدة الاستخدام المستقبلية للبوابة.[23][24][25][26][27][28][28][29][30][31][32][33]
- سيبنى موقع السكن والخدمات اللوجستية «هالو»، المعروف أيضًا باسم وحدة إيواء الحد الأدنى «أم إيتش أم» والمعروفة سابقًا أيضًا باسم وحدة الاستخدام، بواسطة أنظمة نورثروب جرومان للابتكار «أن جي آي أس». ستطلق «هالو» باستخدام مركبة إطلاق تجارية قبل نهاية عام 2023. بنيت «هالو» على أساس وحدة إعادة الحمولة سايجنوس التي إلى خارجها سيضاف موانئ الإرساء الشعاعية والمشعات (المبردات) المحمولة على جسم المركبة «بي أم أرس» والبطاريات وهوائيات الاتصالات. ستكون «هالو» عبارة عن وحدة سكن مصغرة، ومع ذلك، ستحتوي على وحدة تخزين وظيفية مضغوطة توفر إمكانات كافية للقيادة والتحكم ومعالجة البيانات، وتخزين الطاقة وتوزيع الاستطاعة، والتحكم الحراري، وقدرات الاتصالات والتتبع، ومحورين وما يصل إلى اثنين من موانئ الإرساء الشعاعية، ومساحة للتخزين، وأنظمة التحكم البيئي ودعم الحياة لتعزيز المركبة الفضائية أوريون ودعم طاقم من أربعة لمدة لا تقل عن 30 يوما.[34][35][36][37][38]
- توفر وحدة خدمة النظام الأوروبي للتزود بالوقود والبنية التحتية والاتصالات «إيسبريت» سعة إضافية من الزينون والهيدرازين، ومعدات اتصالات إضافية، وغرفة هواء مضغوط للحزم العلمية. ستكون كتلتها حوالي 4 طن (8,800 رطل)، وطولها 3.91 متر (12.8 قدم. تجرى الدراسات والتصميم في الغالب عن طريق إيرباس و «أو إيتش بي». تمت الموافقة على بناء الوحدة في نوفمبر 2019.[39]
- الوحدة الدولية للسكن «آي هاب» ستكون وحدة سكن إضافية صممتها «إي أس أي» بالتعاون مع اليابان. بالإضافة إلى وحدة «هالو»، فإنهما ستوفران 125 متر مكعب (4,400 قدم مكعب) من الحجم الصالح للسكن في المحطة.[40]